# Zdenka Němečková Crkvenjaš
Zdenka Němečková Crkvenjaš (ur. 14 września 1976 w Ostrawie) – czeska polityk i lekarz. 
Od 2021 roku jest posłanką Izby Poselskiej z ramienia Obywatelskiej Partii Demokratycznej. Zasiada w  parlamentarnych komitetach do spraw ochrony zdrowia oraz do spraw środowiska.